# Škola Karla Nepraše
Škola Karla Nepraše je souhrnné označení pro studenty, či absolventy ateliéru Karla Nepraše na Akademii výtvarných umění v Praze. Někdy se používá také Ateliér Karla Nepraše, Neprašovi žáci, případně Lesbická škola Karla Nepraše.

## Charakteristika
Sochař, kreslíř, pedagog, performer, ředitel Křižovnické školy Karel Nepraš (1932 – 2002) byl neobyčejně působivou osobností ve všech oborech, kterým se věnoval. Vedl sochařskou školu Socha 1 na pražské Akademii výtvarných umění v letech 1990 - 2002. Jeho ateliérem prošlo několik desítek studentů. Jak trefně poznamenal jeden z nich, z jeho ateliéru se téměř neodcházelo, taková tam vládla idyla. Neprašovo pedagogické působení se rozděluje do dvou etap, odlišených přestavbou budovy akademie a pobytem ateliéru mimo Prahu v Doubici ve školním roce 1996 - 1997. V letech 1990 – 1996 studovala Stará parta. Studentům v letech 1997 – 2002 se i vzhledem k vyššímu procentu žen říká Lesbická škola. Ateliér během studia i po něm zorganizoval několik výstav, na nichž deklaroval svou soudržnost a přátelské vazby i po odchodu ze školy a po profesorově smrti. Ateliér měl blízké vazby na Ateliér veškerého sochařství Kurta Gebauera na UMPRUM.
Sochařský přístup žáků Neprašovy školy není jednotný, absolventi pracují jako sochaři - figurální i nefigurální, také malují, fotografují, spolupracují s divadlem či se zabývají architekturou a interiéry. Ale převážně platí, že práce Neprašových žáků je spíše pestrá a barevná než strohá a uměřená. Pracují s černým humorem a kladou důraz na obsah, aniž by zapomínali na formu a výpověďní schopnost materiálu.

### Asistenti ateliéru
- Jiří Plieštik
- Zdeněk Šmíd[4]

### Stará parta
Karel Bartáček, Pavel Doskočil, Miroslav Pánek, Michal Fejfar, Martina Hozová, Ján Macko, Zdeněk Šmíd, Tomáš Vejdovský, Klára Horáčková (Klose), Martin Slovák, Markéta Korečková, MICL (Michal Novotný), Martina Klouzová Niubó, Jan Pospíšil, Filip Kudrnáč a Vít Novotný

### Lesbická škola
Rebeka Kloudová, Filomena Borecká, Paulina Skavová, Vlasta Samohrdová, Lenka Kortánková, Kateřina Kociánová, Alžběta Kumstátová, Klára Čulíková - Langová, Simona Blahutová, Gabriela Edemová (Lásková), Martina Chloupa, Zdeněk Chmelař, Jan Juda, Benedikt Tolar, Lukáš Bravenec, Lukáš Wagner, Jan Cileček, Aleš Makarenko, Anatol Černý, Tomáš Martinák, Martin Šohájek, Václav Mandelík.

### Soupis výstav školy
- PROF. KAREL NEPRAŠ A JEHO UČEDNÍCI, 2. 8. - 20. 9. 1993, Moravská Galerie Brno. Úvodní slovo: Jiří Šimáček. Vystavující: Karel Bartáček, Pavel Doskočil, Martina Hozová, Klára Klose, Ján Macko, Martina Niubo Klouzová, Michal Novotný (MICL), Jiří Plieštik, Miroslav Pánek, Zdeněk Šmíd[5]
- DVA ATELIERY AVU, zahájení 9. 3. 1994, Galerie U Prstenu, Praha. Vystavující: Karel Bartáček, Pavel Doskočil, Martina Hozová, Klára Klose, Markéta Korečková, Ján Macko, Martina Niubo Klouzová, Michal Novotný (MICL), Jiří Plieštik, Jan Pospíšil, Miroslav Pánek, Zdeněk Šmíd, Tomáš Vejdovský
- BRONZ, 15. 12. 1997 - 11. 1. 1998, Galerie Behémot, Praha. Úvodní slovo: Karel Babíček. Vystavující: Karel Nepraš, Karel Bartáček, Pavel Doskočil, Martina Hozová, Ján Macko, Martina Niubo Klouzová, Michal Novotný (MICL)[6]
- PROF. KAREL NEPRAŠ A JEHO UČEDNÍCI,15.10.-26.11. 2000, Galerie Artur, Veselí nad Moravou. Úvodní slovo: Vojtěch Petratur. Vystavující: Karel Nepraš, Karel Bartáček, Lukáš Bravenec, Pavel Doskočil, Martina Hozová, Klára Klose, Markéta Korečková, Ján Macko, Martina Niubo Klouzová, Michal Novotný (MICL), Jiří Plieštik,Jan Pospíšil, Martin Slovák, Zdeněk Šmíd, Tomáš Vejdovský[7]
- LÉTA BĚŽÍ, VÁŽENÍ, 19. 5. - 26. 6. 2001, Galerie U kamene, Cheb. Kurátor výstavy a instalace: Karel Nepraš, Josef Vomáčka. Úvodní slovo: Josef Vomáčka. Vystavující: Karel Nepraš, Karel Bartáček , Pavel Doskočil, Martina Hozová, Klára Klose, Markéta Korečková, Ján Macko, Michal Novotný (MICL), Jiří Plieštik, Zdeněk Šmíd
- SOCHAŘSKÁ ŠKOLA KARLA NEPRAŠE, zahájení 9. 4. 2002, Městská galerie Trutnov. Úvodní slovo: Ivan M. Jirous. Vystavující: Simona Blahutová, Jan Cileček, Jana Doubková, Kateřina Kociánová, Lenka Kortánková, Alžběta Kumstátová, Aleš Makarenko, Vlasta Samohrdová, Paulina Skavová, Martin Šohájek, Václav Mandelík, Lukáš Wagner
- SOCHAŘSKÁ ŠKOLA KARLA NEPRAŠE, 16. 1. - 25. 2. 2003, Divadlo Oskara Nedbala, Tábor. Vystavující: Jan Cileček, Simona Blahutová, Jana Doubková, Kateřina Kociánová, Lenka Kortánková, Alžběta Kumstátová, Aleš Makarenko, Vlasta Samohrdová, Paulina Skavová, Václav Mandelík, Lukáš Wagner
- PO ROCE, 13. 3. - 20. 4. 2003, Městské muzeum Hořice. Instalace výstavy: Pavel Doskočil. Úvodní slovo: Jan Steklík s použitím textu I. M. Jirouse. Vystavující. Karel Bartáček, Simona Blahutová, Lukáš Bravenec, Jan Cileček, Pavel Doskočil, Martina Hozová, Zdeněk Chmelař, Jana Doubková, Klára Klose, Kateřina Kociánová, Rebeka Kloudová, Markéta Korečková, Lenka Kortánková, Alžběta Kumstátová, Ján Macko, Aleš Makarenko, Martina Niubo Klouzová, Michal Novotný (MICL), Vít Novotný, Miroslav Pánek, Jiří Plieštik, Jan Pospíšil, Vlasta Samohrdová, Martin Slovák, Paulina Skavová, Benedikt Tolar, Tomáš Vejdovský, Lukáš Wagner
- DOLE BEZ, 8. 4. - 2. 5. 2004, Výstavní síň Chrudim. Kurátor výstavy a instalace: Jana Ševčíková. Úvodní slovo, performance: Jan Steklík. Vystavující: Karel Bartáček, Pavel Doskočil, Martina Hozová, Ján Macko, Klára Klose,  Zdeněk Šmíd, Michal Novotný, Markéta Korečková, Jan Pospíšil, Miroslav Pánek, Martina Niubo Klouzová, Filoména Borecká, Zdeněk Chmelař, Rebeka Kloudová, Vlasta Samohrdová, Paulina Škávová, Jan Cileček, Aleš Makarenko, Benedikt Tolar, Lenka Kortánková, Martin Šohájek, Simona Blahutová, Jana Doubková, Kateřina Kociánová, Alžběta Kumstátová, Martina Chloupa, Lukáš Wagner
- LESBICKÁ ŠKOLA KARLA NEPRAŠE, 27. 10. - 27. 11. 2005, Dům umění Opava, Kurátor výstavy a instalace, úvodní slovo: Josef Vomáčka. Vystavující: Karel Bartáček, Simona Blahutová, Filoména Borecká, Jan Cileček, Jana Doubková, Martina Hozová, Zdeněk Chmelař, Klára Klose, Kateřina Kociánová, Markéta Korečková, Lenka Kortánková, Alžběta Kumstátová, Ján Macko, Aleš Makarenko, Václav Mandelík, Martina Niubo Klouzová, Michal Novotný (MICL), Vít Novotný, Miroslav Pánek, Jan Pospíšil, Vlasta Samohrdová, Paulina Skavová, Zdeněk Šmíd, Benedikt Tolar, Lukáš Wagner [8]
- NEPRAŠ IS NOT DEAD (20. let Neprašovy školy), výstava a happening, 15. 4. 2010, Budova AVU, Veletržní palác, Prokopovo náměstí (pomník Jaroslava Haška), Organizace akce: Markéta Korečková. Hudba (budova AVU): Ivan M. Jirous, Štěpán Málek, Filip Kudrnáč (zpěv), Lenka Kortánková, Martin Slovák (housle). Mobilní výstava: Vstupní prostor Veletržního paláce, NG, Praha. Úvodní slovo: Josef Vomáčka. Vystavující: Karel Bartáček, Jan Cileček, Martina Hozová, Rebeka Kloudová, Markéta Korečková, Lenka Kortánková, Filip Kudrnáč, Ján Macko, Aleš Makarenko, Václav Mandelík, Martina Niubo Klouzová, Vít Novotný, Jan Pospíšil, Vlasta Samohrdová, Martin Slovák, Martin Slovák, Benedikt Tolar, Zdeněk Chmelař, Lukáš Wagner. Další účastníci akce: Jan Steklík, Vojtěch Petratur, Annegret Heinl, Dan Merta a další Archivováno 29. 12. 2020 na Wayback Machine.
- SEDM STATEČNÝCH, 14. 3. - 31. 3. 2012, Galerie U Přívozu, Státní vědecká knihovna, Hradec Králové. Kurátor výstavy a instalace, úvodní slovo: Martina Vítková. Vystavující: Karel Bartáček, Martina Hozová, Zdeněk Chmelař, Martina Niubo Klouzová, Michal Novotný (MICL) Jan Pospíšil,  Lukáš Wagner[9]
- ODNIKUD NIKAM, PRO NIC ZA NIC BLÍZKO HRANIC, 15. 10 – 1. 11. 2012, Klášterní kostel Sv. Antonína Paduánského, Sokolov. Kurátor výstavy a instalace, úvodní slovo: Josef Vomáčka. Vystavující: Karel Bartáček, Simona Blahutová, Filoména Borecká, Jan Cileček, Pavel Doskočil, Martina Hozová, Martina Chloupa, Klára Klose, Kateřina Kociánová, Markéta Korečková, Lenka Kortánková, Filip Kudrnáč, Ján Macko, Aleš Makarenko, Václav Mandelík, Martina Niubo, Michal Novotný (MICL), Vít Novotný, Jan Pospíšil, Vlasta Samohrdová, Martin Slovák, Paulina Škávová, Benedikt Tolar, Lukáš Wagner [10]
- KDYŽ SOCHA PADÁ přestává mi stát, něco hezkého si přeji, 18.6.-10.9. 2019, Galerie U prstenu, Praha, Kurátor výstavy a instalace, úvodní slovo: Martina Vítková. Vystavující: Karel Bartáček, Martina Hozová, Markéta Korečková, Ján Macko, Karel Nepraš, Michal Novotný (MICL), Jiří Plieštik, Jan Pospíšil